# Sideroxylon foetidissimum
Espèce
Classification phylogénétique
Sideroxylon foetidissimum Jacq., ou Acomat, est une espèce de plantes à fleurs de la famille des Sapotaceae. C'est un arbre que l'on trouve à Haïti et dans une grande partie des Caraïbes.

## Synonymes
- Mastichodendron foetidissimum (Jacq.) H.J.Lam
- Sideroxylon mastichodendron Jacq.[3]